# Hylaeamys
Hylaeamys is een geslacht van knaagdieren uit de Oryzomyini. Dit geslacht komt in Zuid-Amerika voor in de Amazonebekken, het Atlantisch Regenwoud en tussenliggende gebieden. Dit geslacht wordt meestal tot Oryzomys gerekend, maar is in feite niet nauw verwant aan dat geslacht. In plaats daarvan is het geslacht verwant aan andere bosbewonende Oryzomyini als Euryoryzomys, Transandinomys, Handleyomys en Oecomys.

## Indeling
Dit geslacht omvat de volgende soorten:
- Hylaeamys acritus (Bolivia)
- Hylaeamys megacephalus (oostelijk Amazonebekken, zuidelijk tot Paraguay)
- Hylaeamys oniscus (Noordoost-Brazilië)
- Hylaeamys perenensis (westelijk Amazonebekken)
- Hylaeamys seuanezi (Atlantisch Regenwoud)
- Hylaeamys tatei (Ecuador)
- Hylaeamys yunganus (Amazonebekken)

Sommige aspecten van de indeling (met name in de laticeps-seuanezi-groep) zijn nog onduidelijk.
Aegialomys · Amphinectomys · Cerradomys · Drymoreomys · Eremoryzomys · Euryoryzomys · Handleyomys · Holochilus · Hylaeamys · Lundomys · Megalomys · Megaoryzomys · Melanomys · Microakodontomys · Microryzomys · Mindomys · Neacomys · Nectomys · Nephelomys · Nesoryzomys · Noronhomys · Oecomys · Oligoryzomys · Oreoryzomys · Oryzomys · Pattonimus · Pennatomys † · Pseudoryzomys · Scolomys · Sigmodontomys · Sooretamys · Tanyuromys · Transandinomys · Zygodontomys